# Lada Adamic
Lada Adamic es una científica de redes norteamericana que investiga las dinámicas de la información en las redes. Estudia como la estructura de una red influye en el flujo de información, cómo la información influye en la evolución de las redes y el intercambio de conocimiento crowdsourcing.
Adamic es directora de investigación en Facebook, donde lidera un equipo de Ciencias sociales computacionales. Fue profesora asociada en la Universidad de Míchigan. Además trabajó en el Laboratorio de Dinámicas de la Información de Hewlett-Packard en proyectos de investigación respecto a la construcción de redes a partir de grandes conjuntos de datos.

## Educación
De 1990 a 1992 Adamic asistió a la Stuyvesant High School, una de las nueve secundarias especializadas en New York City, donde fue miembro del equipo de matemáticas, que es el curso adicional para aquellos interesados en técnicas más avanzadas de resolución de problemas. Ella se mudó con su familia en 1992 y asistió a la Fairview High School
Entre 1993-1997 Adamic recibió su grado en física, ingeniería y ciencias aplicadas en el Instituto de Tecnología de California y su doctorado en la Universidad Stanford en el 2001. Entre 1994 y 1995 fue asistente de investigación de pregrado en Caltech, trabajando en el diseño de un concentrador de viento solar electrostático para la misión Génesis. Entre 1996 y 1997 trabajó en un proyecto de deposición de materiales con ablación por láser pulsado. Mientras escribía su tesis de doctorado titulada «Network Dynamics: The World Wide Web» en Stanford, también trabajaba con los investigadores de Xerox PARC y modelaba el crecimiento y los procesos de búsqueda en Internet.

## Carrera académica
Adamic trabajó durante cuatro años en los laboratorios de Hewlett Packard como investigadora científica. Allí estudió redes creadas a partir de un gran conjunto de datos, así como también la literatura médica para conexiones gen-enfermedad y modeló los procesos de búsqueda en redes sociales del mundo real.
En 2005 Adamic dejó HP Labs para trabajar en la Universidad de Míchigan. Se tomó un año sabático en 2013 para unirse al equipo de ciencia de datos de Facebook, donde se quedó.
Adamic es una editora para ciencias de la información en la revista Network Science. Desde abril del 2013 la revista publica 3 números anuales.
Adamic enseña un curso online «Social Network Analysis» en Coursera.

## Investigación y logros
La investigación de Admic se enfoca en el análisis del mundo virtual y de las redes sociales en particular. Junto a Eytan Adar tiene la patente estadounidense 07162522 sobre clasificación del perfil de usuarios por análisis de uso web. El método permite predecir atributos de los usuarios (información demográfica) basados en el análisis de las páginas web accedidas. Mientras trabajaba en su PhD, Adamic obtuvo otras 2 patentes estadounidenses 6631451 y 6415368: sistema y método de almacenamiento caché. Este método usa atributos de «calidad» o «valor» provistos por un sistema recomendador o a través del análisis de los sitios accedidos que están adjuntos a la información en el caché para priorizar los items de éste e identificar información de alto valor. Estos métodos ayudan a analizar redes.
Adamic estudia diferentes aspectos de las redes online. Por ejemplo, usando grafos y técnicas de minería de textos junto a sus colegas, ella analizó los patrones de uso de Twitter durante las elecciones de mitad de mandato de la Cámara, el Senado y la gobernación en los Estados Unidos. Encontraron significativas relaciones entre el contenido y los resultados de las elecciones, por lo que un análisis más detallado de varias campañas podría ser útil para predecir qué campañas de Twitter son las más efectivas.
El análisis de las diferencias cultural usando redes sociales puede ser útil para los desarrolladores de éstas. Adamic junto a sus colegas está explorando estas diferencias. En uno de sus papers, intenta encontrar las diferencias entre el uso de herramientas de Preguntas y Respuestas en las redes sociales a lo largo de 2 culturas occidentales (Estados Unidos y Reino Unido) y dos culturas orientales (China e India). Esto arrojó resultados indicando que los usuarios orientales tienden a escribir preguntas serias sobre redes profesionales mientras que los occidentales tienden a escribirlas solo por diversión. Estas diferencias son importantes para diseñar redes sociales para culturas específicas.
Estudiando como los miembros de una familia se comunican en Facebook reveló que la interacción en Facebook no disminuye con la distancia, lo que significa que en los EE. UU. Facebook es una herramienta muy importante para que padres y abuelos se comuniquen con sus hijos y nietos. Los resultados del paper son muy importantes y pueden ser usados para priorizar el contenido mostrado, recomendar amigos o generar automáticamente listas para la configuración de privacidad.

## Premios
Adamic recibió el premio National Science Foundation Career para financiar su investigación sobre la dinámica social de la información y el premio Henry Rusell de la Universidad de Míchigan en reconocimiento a su enseñanza e investigación. En 2012 obtuvo el Premio Lagrange en Sistemas Complejos. Obtuvo los premios a mejor paper en:
- Conferencia Internacional sobre Sistemas de Información (ICIS) 2011
- Conferencia Internacion sobre Weblogs y Redes Sociales (ICWSM) en el 2011,[9]
- Conferencia Internacional sobre Webblogs y Redes Sociales (ICWSM) 2018
- Hypertexto 2008.[10]

## Publicaciones seleccionadas
- E. Adar and L.A. Adamic, "Tracking Information Epidemics in Blogspace", Web Intelligence 2005, Compiegne, France, Sept. 19-22, 2005
- L.A. Adamic and B.A. Huberman, "Information dynamics in a networked world", en Complex Networks, Eli Ben-Naim et al., editors. Lecture Notes in Physics, Springer, 2003
- L.A. Adamic, R.M. Lukose and B.A. Huberman, "Local Search in Unstructured Networks", en Handbook of Graphs and Networks: From the Genome to the Internet, S. Bornholdt, y H.G. Schuster (eds.), Wiley-VCH, Berlin, 2002
- J. Yang, Z. Wen, L.A. Adamic, M.S. Ackerman, C.-Y. Lin, Collaborating Globally: Culture and Organisational Computer-Mediated Communications. Proc. ICIS, 2011
- L.A. Adamic, D. Lauterbach, C.-Y. Teng, M.S. Ackerman, "Rating Friends Without Making Enemies", ICWSM 2011
- E. Bakshy, M.P. Simmons, D.A. Huffaker, C.-Y. Teng, L.A. Adamic, The social dynamics of economic activity in a virtual world, ICWSM 2010, Washington D.C., 2010
- X. Shi, M. Bonner, L.A. Adamic, A. Gilbert, The very small world of the well-connected, in Hypertext'08, Pittsburgh, PA, 2008
- E. Bakshy, I. Rosenn, C. Marlow, and L.A. Adamic, The role of Social Networks in Information Diffusion, WWW'12